# جوزيب فيشنيتش
جوزيب فيشنيتش هو مدرب كرة قدم ولاعب كرة قدم صربي في مركز الوسط، ولد في 17 نوفمبر 1966 في بلغراد في صربيا. لعب مع رادنيتشكي نيش ورايو فايكانو ونادي إيركوليس ونادي بارتيزان ونادي مريدا.